# 大和村立北中学校
大和村立北中学校（やまとそんりつきたちゅうがっこう）は、かつて岐阜県郡上郡大和村（後の大和町。現・郡上市）に存在した公立中学校。

## 概要
- 郡上郡大和村の中学校であり、校区は大和町の北部（旧・弥富村であった。1968年、大和村の3つの中学校（北中学校・南中学校・西中学校）を統合し、大和中学校の新設により廃校。
- 校舎は大和中学校北分教室として使用されたが、1969年9月9日の奥美濃地震により北小学校の校舎が使用不能となったため、1971年まで北小学校の仮校舎として使用された。跡地は郡上市図書館やまと分室などになっている。

## 沿革
- 1947年（昭和22年）4月1日 - 弥富村立弥富中学校として開校。弥富小学校の校舎のうち、旧・弥富国民学校高等科の校舎を使用する。
- 1951年（昭和26年）9月1日 - 弥富村議会で弥富村と西川村との学校組合を結成し、弥富村大字剣7に「弥富西川両村組合立上保中学校」を設置する計画が議会で可決される。これに対し村民は反対運動を起こす。しかし村は設置を強行しようとし、予定地に校舎の建設を始める。
- 1952年（昭和27年）
  - 4月 - 反対派村民の手により、弥富中学校の校舎が取り壊される事態が発生する[注釈 2]。
  - 7月 - 村と村民の間に調停が結ばれ、弥富西川両村組合立上保中学校の設置は白紙となる。上保中学校として建設された校舎を新しい弥富中学校の校舎とし、移転。
  - 12月 - 調停により弥富中学校の跡地に校舎を新築。弥富中学校北分教場を設置。
- 1955年（昭和30年）3月28日 - 西川村、弥富村、山田村が合併し、大和村が発足。同時に大和村立弥富中学校に改称する。
- 1956年（昭和31年）4月1日 - 大和村立北中学校に改称する。
- 1956年（昭和31年）10月15日 - 大和村と白鳥町とで境界変更。大間見地区の一部（七反田、向七反田、稗洞[注釈 3]）が白鳥町に編入され、同地区の生徒が白鳥町立白鳥中学校へ転出する。
- 1959年（昭和34年）
  - 9月26日 - 伊勢湾台風により校舎の一部が流出する。
  - 12月 - 校舎を復旧する。
- 1961年（昭和36年）4月1日 - 大和村と白鳥町とで境界変更。大間見地区の一部（一谷の一部）が白鳥町に編入され、同地区の生徒が白鳥町立白鳥中学校へ転出する。
- 1966年（昭和41年）3月 - 北分教場を廃止。
- 1968年（昭和43年）
  - 3月31日 - 大和村の3つの中学校（北中学校・南中学校・西中学校）を統合。大和中学校の新設により廃校。
  - 4月1日 - 大和村立大和中学校北分教室となる。
- 1969年（昭和44年）9月9日 - 奥美濃地震により北小学校校舎が損壊し、使用不能となる。このため、大和中学校北分教室の校舎を北小学校の仮校舎とし、同年6月に完成していた大和中学校の校舎を大和中学校北分教室とする。
- 1970年（昭和45年）3月31日 - 大和中学校北分教室を廃止。